# 1689 a tudományban
Az 1689. év a tudományban és a technikában.

## Halálozások
- december 29. – Thomas Sydenham angol orvos, az „angol Hippokratész”. Nevéhez fűződik többek között a vitustánc nevű betegség felfedezése (* 1624)